# Der letzte Kampf (Film)
Der letzte Kampf ist ein französischer Science-Fiction-Film von Luc Besson aus dem Jahr 1983.

## Handlung
Nach einer weltweiten Katastrophe leben nur noch wenige Menschen – fast ausnahmslos Männer –, die zudem kaum noch sprechen können und sich in ständigem Kampf um Wasser, Nahrung und die wenigen verbliebenen Frauen befinden. Ein Mann flieht vor einer brutalen Bande, nachdem er deren Anführer verwundet hat, in einer selbstgebauten Flugmaschine. Nachdem er verunglückt, kümmert sich ein Arzt um ihn, doch auch hier ist sein Leben in Gefahr.

## Produktion und Veröffentlichung
Der letzte Kampf war Bessons erster abendfüllender Spielfilm. Der Film wurde mit einem geringen Budget in Schwarzweiß innerhalb von 11 Wochen gedreht. Spielorte waren leerstehende Gebäude und Baustellen in Paris. Einige Szenen wurden auf der Düne von Pilat in der Gironde aufgenommen. Eine kleine Filmcrew drehte an einem einzigen Tag in Tunesien Außenaufnahmen für den Film. Auch für Éric Serra, der die Musik komponiert hat, war Der letzte Kampf der Debütfilm, ebenso wie für den Kameramann Carlo Varini, der vorher nur einige Kurz- und Dokumentarfilme gedreht hatte.
Im ganzen Film gibt es nur einen Dialog: Nachdem „der Mann“ vom Doktor gesundgepflegt wurde, schaffen sie es nach der Inhalation eines Gases, sich gegenseitig mühsam mit „Bon…jour“ zu grüßen.
Die Uraufführung des Films fand im Januar 1983 auf dem Fantastic Film Festival in Avoriaz statt, die Deutschlandpremiere war am 6. April 1984. 2009 veröffentlichte Concorde eine DVD des Films.

## Kritik
Das Lexikon des internationalen Films bezeichnet den Film als „ästhetisch äußerst reizvoll“ und als düsteren, surrealen Endzeitfilm über existentielle Verhaltensweisen unter extremen Voraussetzungen.
Patrick Reinbott vom Filmportal Moviebreak schreibt in seiner ausführlichen Filmkritik, der Regisseur habe seine „prinzipiell interessante Version eines verdorbenen sowie tristen Weltenentwurfs auch inszenatorisch überaus radikal umgesetzt“. Er lobt die intensive Musik des Films, die das Geschehen wesentlich mitbestimme und atmosphärisch präge. Insgesamt gelinge es dem Regisseur nicht, beim Zuschauer „Faszination gegenüber der arg dünnen Handlung und den schablonenhaften, oberflächlich skizzierten Figuren auszulösen“.
Bei Rotten Tomatoes erreichte der Film eine Positiv-Quote von 71 % auf der Grundlage von 7 Filmkritiken.

## Auszeichnungen
Der Film gewann 9 Filmpreise und erhielt 4 weitere Nominierungen.
- 1983: Spezialpreis der Jury beim Filmfestival des Fantastischen Film in Avoriaz
- 1983: Kritikerpreis beim Brussels International Fantastic Film Festival
- 1984: Großer Preis für den besten Film bei Fantasporto
- 1984: Nominiert für den César in der Kategorie Bester Debütfilm